# Gustaaf Trolle

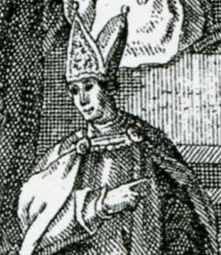
Gustaaf Trolle

Gustaaf Trolle (1488 - 1535) was gedurende twee periodes aartsbisschop van Uppsala, Zweden, ten tijde van de Reformatie.
Trolle was de zoon van Erik Arvidsson Trolle, die in 1512 een half jaar rijksregent was. Hij had enige jaren gestudeerd in Keulen en Rome en werd in 1513 benoemd tot diaken van Linköping. In Zweden was hij een van de meest geschoolde en machtigste mannen van zijn tijd. Een jaar later werd hij aartsbisschop van Uppsala.
Trolle was, net als zijn vader, een verwoed aanhanger van de Kalmarunie en toegewijd aan de Deense koning.  Hierdoor kwam hij in aanvaring met de nationalistische regent Sten Sture de Jongere, die in 1517 na een belegering Trolles burcht Almarestäket met de grond gelijk maakte en Trolle uit zijn ambt zette. Dit besluit werd met een zegel bekrachtigd, dat later als bewijsmateriaal tijdens het proces voorafgaand aan het Stockholms bloedbad als bewijs werd aangevoerd
Na de geslaagde invasie van de Denen in 1520 werd Gustaaf Trolle weer in zijn ambt als aartsbisschop hersteld, en kroonde Christiaan in Stockholm tot koning van Zweden.
Tijdens het daaropvolgend Stockholms bloedbad speelde Trolle een belangrijke rol. Doordat Christiaan II zijn woord had gegeven voor amnestie voor degenen die zich tegen de unie hadden gekeerd, werd als aanklacht de afzetting van Trolle uit zijn ambt als vorm van ketterij beschouwd en daar dit een kerkelijke aangelegenheid was viel dit niet onder de verleende amnestie.
De daaropvolgende jaren bleef Trolle aartsbisschop van Uppsala hoewel hij in 1521 naar Denemarken vluchtte uit angst voor represailles die konden volgen uit de opstanden in Småland en Dalarna.
Toen in 1523 Gustaaf I van Zweden de macht overnam werd Trolle opnieuw uit zijn ambt gezet op beschuldiging van landverraad. Daar de paus zijn afzetten niet accepteerde, leidde dit tot de afscheiding van de Zweedse kerk van die van Rome, en werd de leer van Luther geïntroduceerd.
Alle kerkelijke eigendommen kwamen daarbij in handen van de staat.
In de Slag bij Øksnebjerg, een van de slagen van de Gravenvete in 1535 op het eiland Funen, raakte Trolle gewond en stierf.
- International Standard Name Identifier: 0000 0000 5249 9617
- LIBRIS: 206152
- Virtual International Authority File: 17195703